# Jiangyan

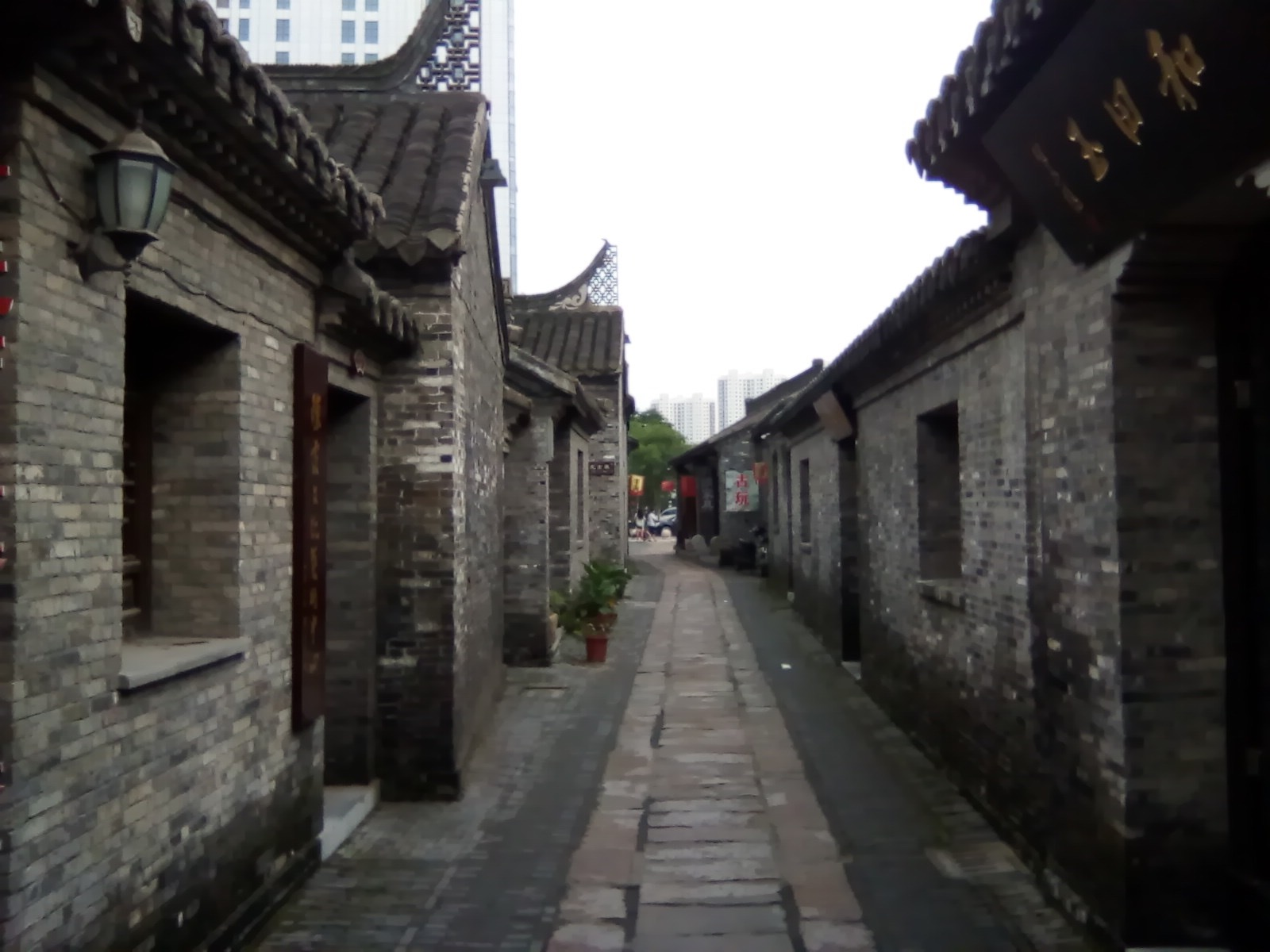
Quartiere storico di Jiangyan

Il distretto di Jiangyan (cinese semplificato: 姜堰 区; cinese tradizionale: 姜堰 區; pinyin: Jiāngyàn Qū) è uno dei tre distretti urbani della città di Taizhou, provincia di Jiangsu.

## Storia
Precedentemente chiamato Taixian o Taihsien (cinese semplificato: 泰 县; cinese tradizionale: 泰 縣; pinyin: Tāi Xīan), Jiangyan aveva raggiunto lo status di contea alla fine della dinastia Han occidentale. Ha reliquie dalla dinastia Zhou e una statua del Buddha della dinastia Tang. Era una città della dinastia Qing.

## Divisione amministrativa

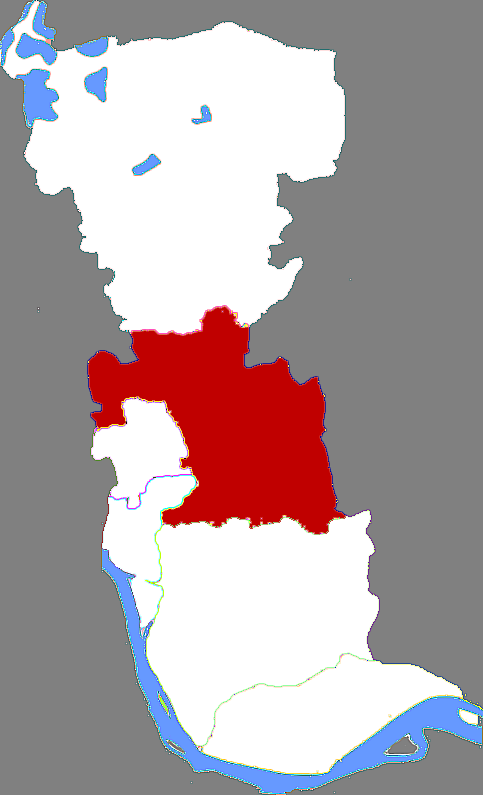
Jiangyan, nella provincia di Jiangsu

Il distretto di Jiangyan è diviso in 15 città:

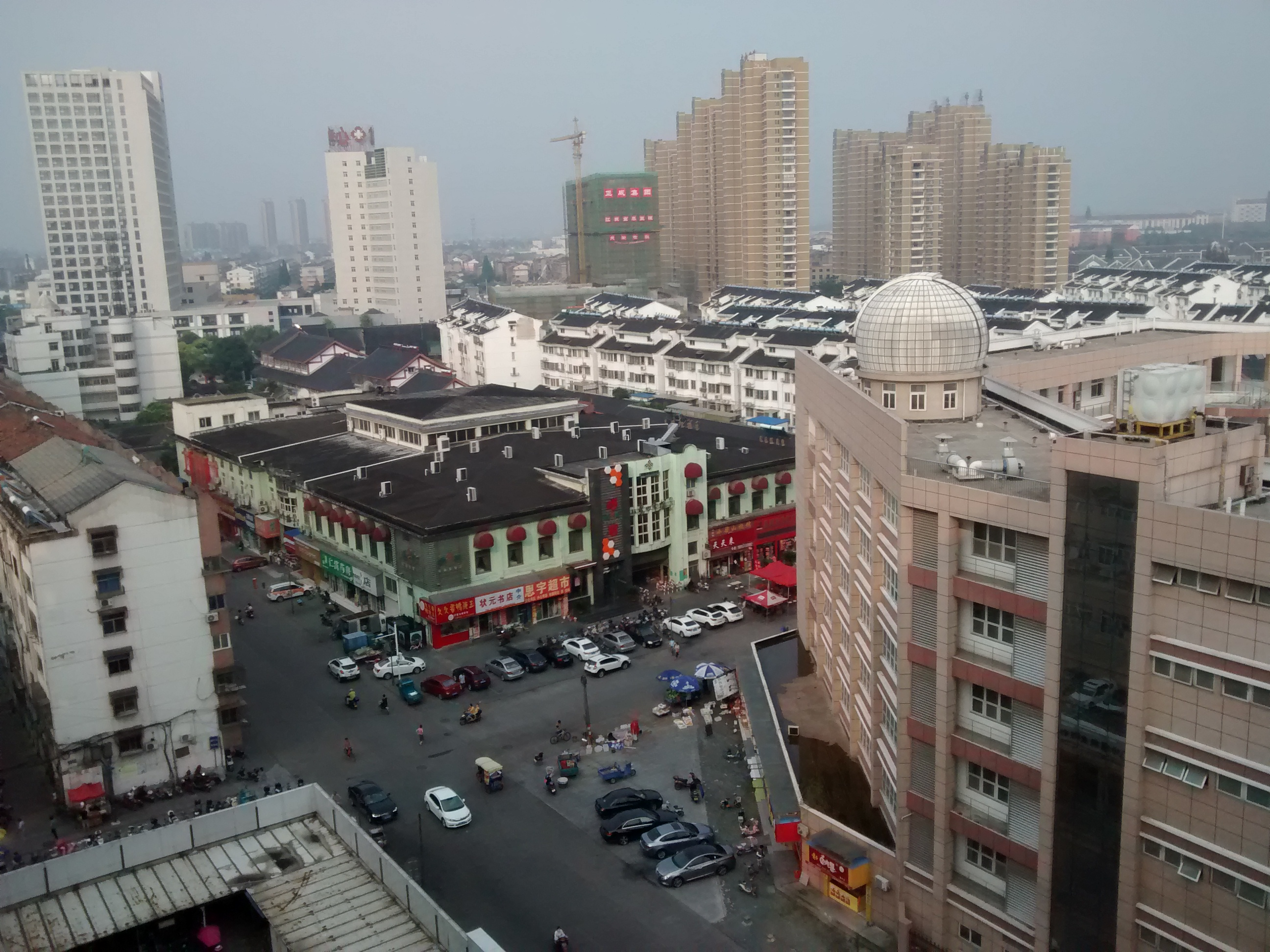
Quartiere moderno di Jiangyan

- Jiangyan Town (姜堰镇)
- Qintong (溱潼镇)
- Jiangduo (蒋垛镇)
- Gugao (顾高镇)
- Dalun (大伦镇)
- Zhangdian (张甸镇)
- Liangxu (梁徐镇)
- Qiaotou (桥头镇)
- Yuxi (淤溪镇)
- Baimi (白米镇)
- Leizhuang (娄庄镇)
- Shengao (沈高镇)
- Xingtai (兴泰镇)
- Yuduo (俞垛镇)
- Huagang (华港镇)

## Personalità di rilievo
- Chen Yi (1901-1972), Generale
- Tang Shunzhi, Generale della dinastia Ming
- Wang Dong (王栋), filosofo
- Liu Jingting (柳敬亭), cantante di opera cinese
- Tang Zhique (唐志契), artista della dinastia Ming
- Huang Longshi (黄龙士), maestro di go della dinastia Qing.
- Gao Ershi (高二适) calligrafo
- Lu Fubao (卢福保), console di Taiwan
- Hu Jintao (胡锦涛), ex segretario generale del Partito comunista cinese
- Cao Jun (曹俊), artista